# Carsten Peterson
Carsten Peterson, född 1945, är en svensk teoretisk fysiker och seniorprofessor vid institutionen för beräkningsbiologi och biologisk fysik vid Lunds universitet.

## Biografi
Peterson disputerade 1977 i teoretisk fysik vid Lunds universitet på en avhandling om kvarkstrukturens roll i uppbyggnaden av hadroner. Han var därefter postdoktor vid NORDITA i Köpenhamn 1978–1979 och vid Stanford University 1980–1982 innan han återkom till Lund, där han sedan dess varit verksam, med undantag för åren 1986–1988, då han tjänstledig från Lund var "senior scientist" vid Microelectronics and Computer Corporation i Austin, Texas. Peterson är professor i teoretisk fysik vid Lunds Universitet och invaldes till  Kungliga Svenska Vetenskapsakademien 2006.
Petersons forskningsområde var ursprungligen teoretisk elementarfysik och statistisk mekanik. Under slutet av 1980-talet ändrade han inriktning till maskininlärningsmetoder med fokus på artificiella neuronnätverk (ANN) för mönsterigenkänning och bildbehandling samt algoritmer för att lösa svåra optimeringsproblem. Han avbildade de senare på spinn system, välkända från magnetism inomfysiken, med goda lösningar som resultat. Detta fält är nu högaktuellt när det gäller problemlösning på kvantdatorer. Inom mönsterigenkänning, bidrog han tidigt med en inlärningsalgoritm  för ANN – medelfältsmetoden för att snabba upp “Boltzmann maskinen”. Hans forskargrupp i Lund blev något av pionjärer med ANN i Sverige, framför allt med att utveckla beslutsstöd för medicinska diagnoser. Sedan tidigt 2000-tal har hans verksamhet kretsat kring gränslandet mellan fysik och biologi med fokus på biomarkörer för allvarliga sjukdomar samt genreglering – det senare ofta med ett nätverksperspektiv angripet med mekanistiska modeller. Hans nuvarande intresse är dynamiska modeller för när och hur en stamcell bestämmer sig för att bli en mogen cell samt den omvända processen – omprogrammering av mogna celler.
Peterson är alltid angelägen om att närhelst möjligt konfrontera sina modeller med verkligheten och hans verksamhet är oftast integrerad med experimentella forskargrupper.
I takt med att hans intressen utvecklades bortom den konventionella fysiken, bildade han en avdelning för Komplexa System i Lund (1989), vilken senare utvecklades till Beräkningsbiologi (2000).

## Priser och utmärkelser
- 1991 – Göran Gustafssonpriset i fysik för "sina ledande insatser inom svensk forskning på artificiella neuronnätverk."[4][5]
- 2003 – Edlundska priset för "sin tillämpning av komplexa matematiska analysmetoder på biologiska och medicinska problem."[6]
- 2006 – Invald i Kungliga Vetenskapsakademien med nummer 1531, i klassen för fysiska egenskaper.[7]
- 2014 – Pris för Framstående Tvärvetenskap från Kungliga Vetenskapssamhället i Uppsala.[8]